# Ray Cooney
Raymond George Alfred Cooney (Londen, 30 mei 1932) is een Britse toneelschrijver en acteur.  Zijn toneelstukken zijn vertaald naar diverse talen en worden wereldwijd gespeeld.  Zijn meest bekende stuk is Run for your wife dat in België en Nederland werd uitgebracht onder verschillende namen, zoals Goeie Buren,   Kink In De Kabel en Taxi Taxi.  Dit stuk werd negen jaar gespeeld in een theater in het Londense West End.

## Biografie
Cooney begon met acteren in 1946 en speelde vooral in komische en hilarische stukken. In deze periode schreef hij zelf zijn eerste toneelstukken zoals One For The Pot (Nederlandse titels:  Een Scheve Schaats en Wie van de drie).
Cooney was ook betrokken in het script van de Britse horrorkomedie What a Carve Up! uit 1961, met Sid James en Kenneth Connor in de hoofdcast.
Samen met zijn zoon Michael schreef Cooney de klucht Tom, Dick and Harry (Nederlandse titel: Tom, Dick en Harry).
In 1983 werd Cooney artistiek directeur in de door hem opgerichte Theatre of Comedy Company.  Deze toneelgroep produceerde meer dan 20 stukken zoals Pygmalion, Loot en Run For Your Wife.
Cooney verscheen in diverse films, waaronder de verfilming van zijn toneelstuk Not Now, Darling (Nederlandse titels: Nee Schat, Nu Niet! en Alles uit... behalve het licht) uit 1973.  Dit toneelstuk was een samenwerking met een andere bekende auteur John Roy Chapman.
In 2005 werd Cooney opgenomen in de Orde van het Britse Rijk als eerbetoon aan zijn bijdrage aan de toneelwereld.